# Vindflöjel

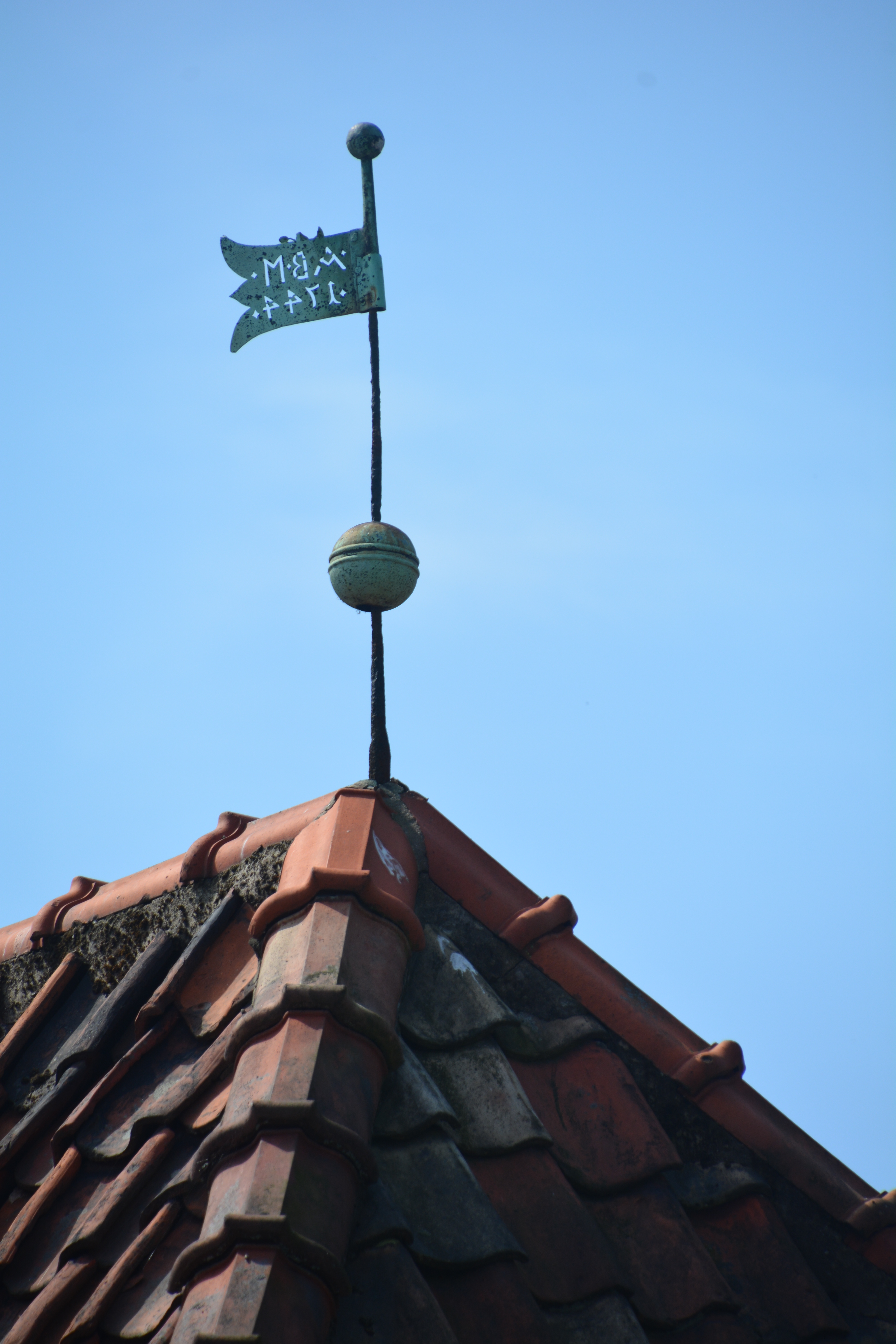
Vindflöjel på tidigare kopparslagarmästare Anders Bergmans hus från 1744 i hörnet Kyrkogatan/Sankt Petri kyrkogata i Lund

Vindflöjel eller väderflöjel är ett slags vimpel på byggnader eller masttoppar för angivande av vindriktningen. En vindflöjel är oftast en dekorerad metallplåt, som är fäst vridbart vid en lodrät axel. 
I en metallflöjel är ofta årtalet för uppsättningen eller husägarens initialer utskuret. Ibland är vindflöjeln formad som en fågel, en pil, en drake och så vidare. På Sjömansinstitutets hus i Stockholm är flöjeln utformad som ett lokomotiv, byggnaden disponerades ursprungligen av Järnvägs AB Stockholm-Saltsjön. På kyrktornens spiror tjänstgör vanligen en kring en stång vridbar metalltupp (kyrktupp) som flöjel. Att ha väderflöjel (girouette) på sitt hus var i Frankrike under medeltiden endast tillåtet för adeln.
Särskilt utformade vindflöjlar för segelbåtar benämns ofta efter det ledande varumärket på området, windex.
En känd vindflöjel är den s.k. Söderalaflöjeln, som bland annat suttit på Söderala kyrka i Hälsingland.

## Bildgalleri vindflöjlar

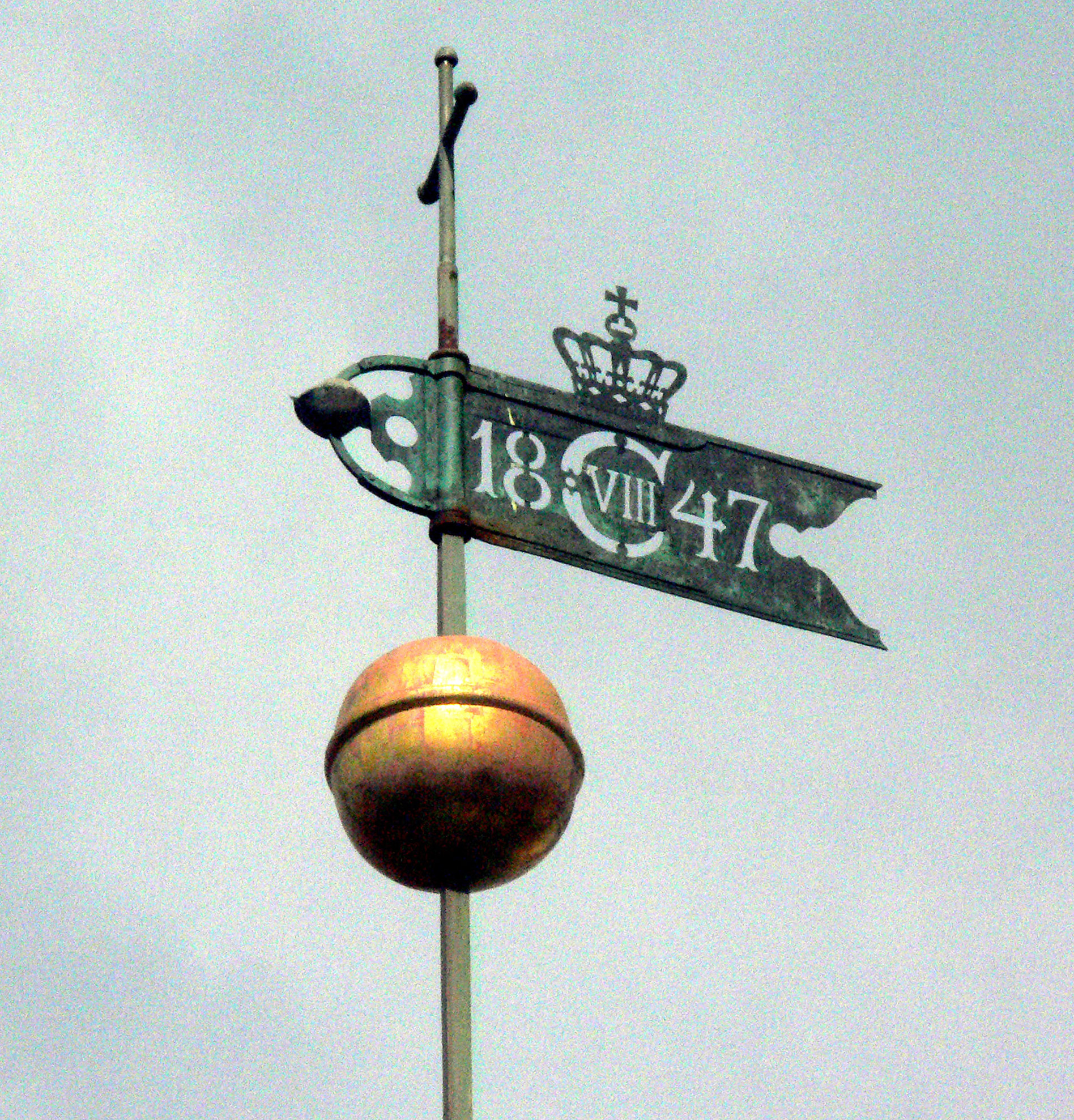
På domkyrkan i Reykjavik
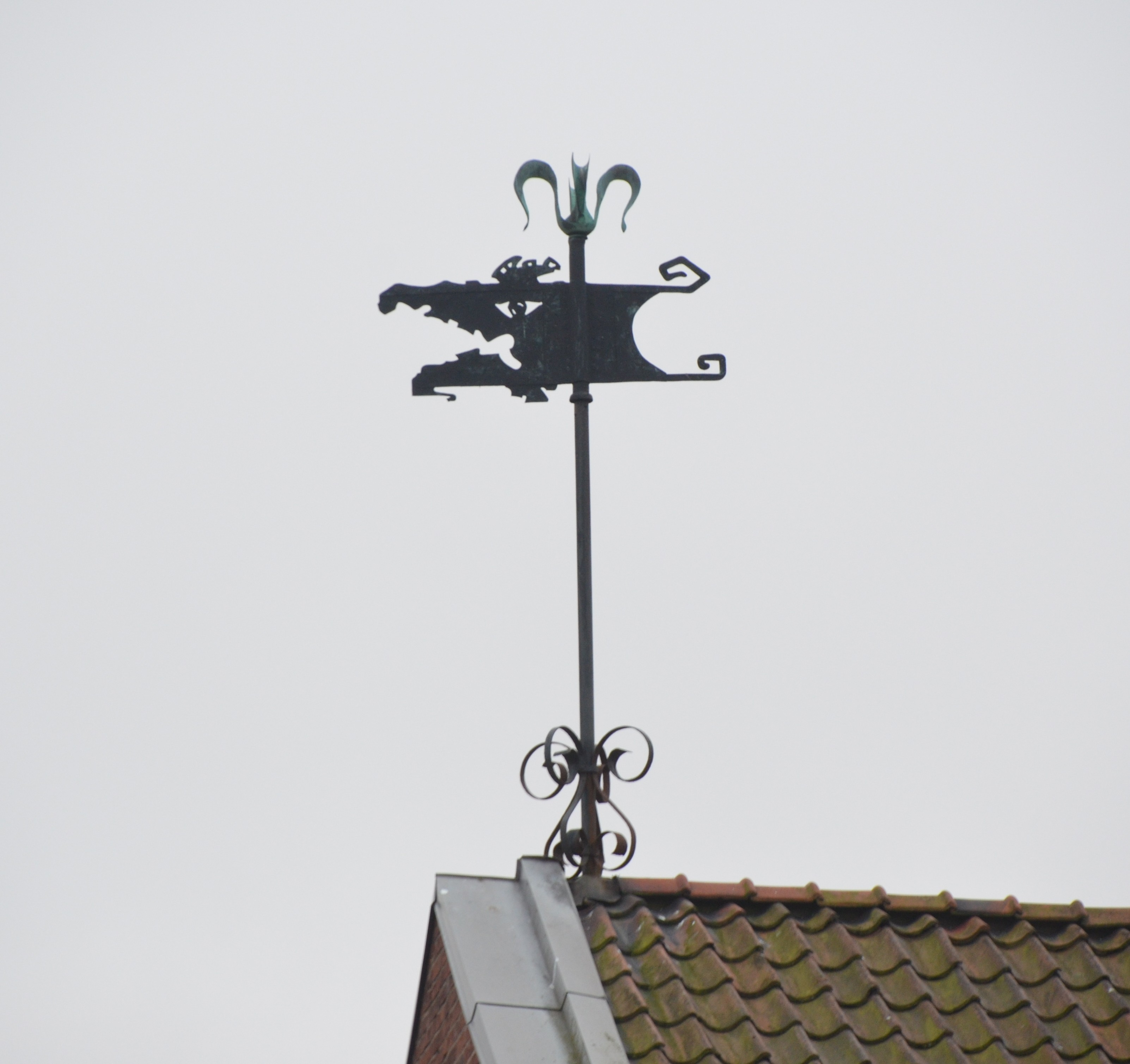
På Halmstads stuveribolags hus i Halmstad
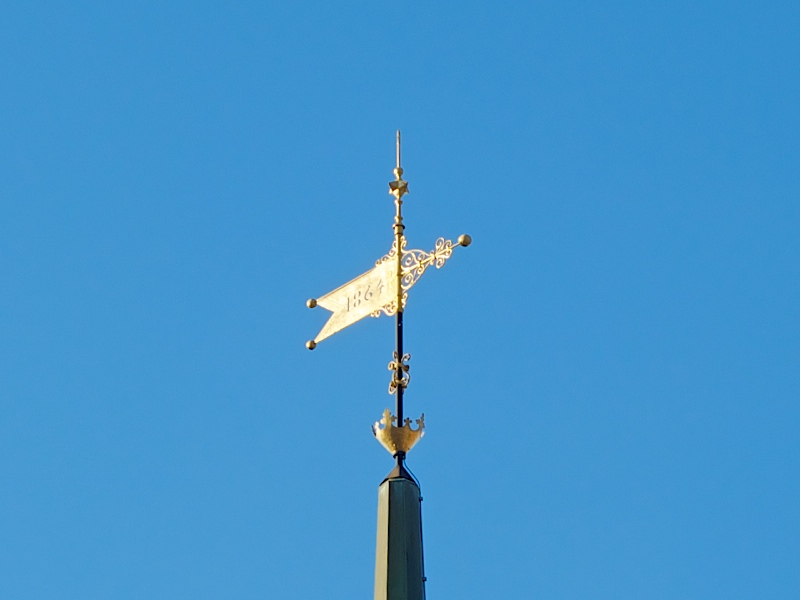
På Sankta Maria Kyrka i Ystad
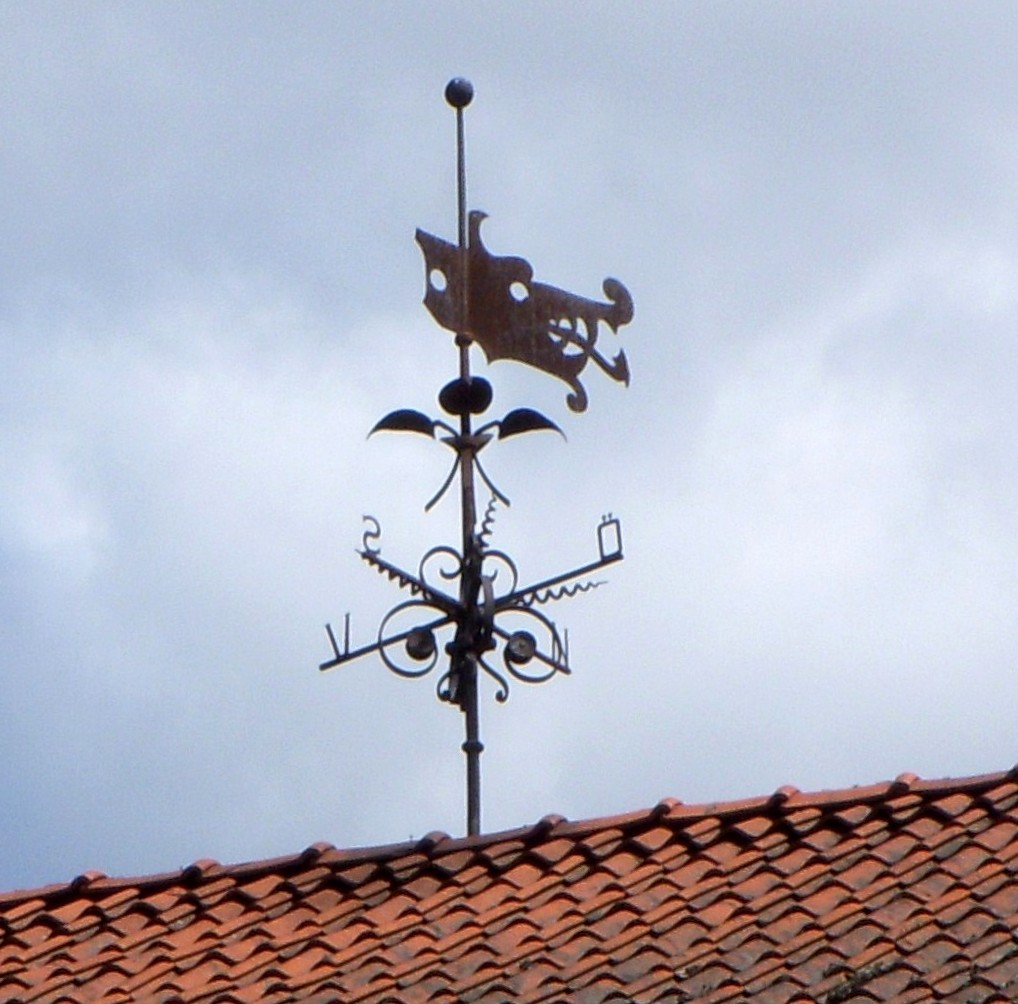
På spannmålsmagasinet vid Elfviks gård på Lidingö
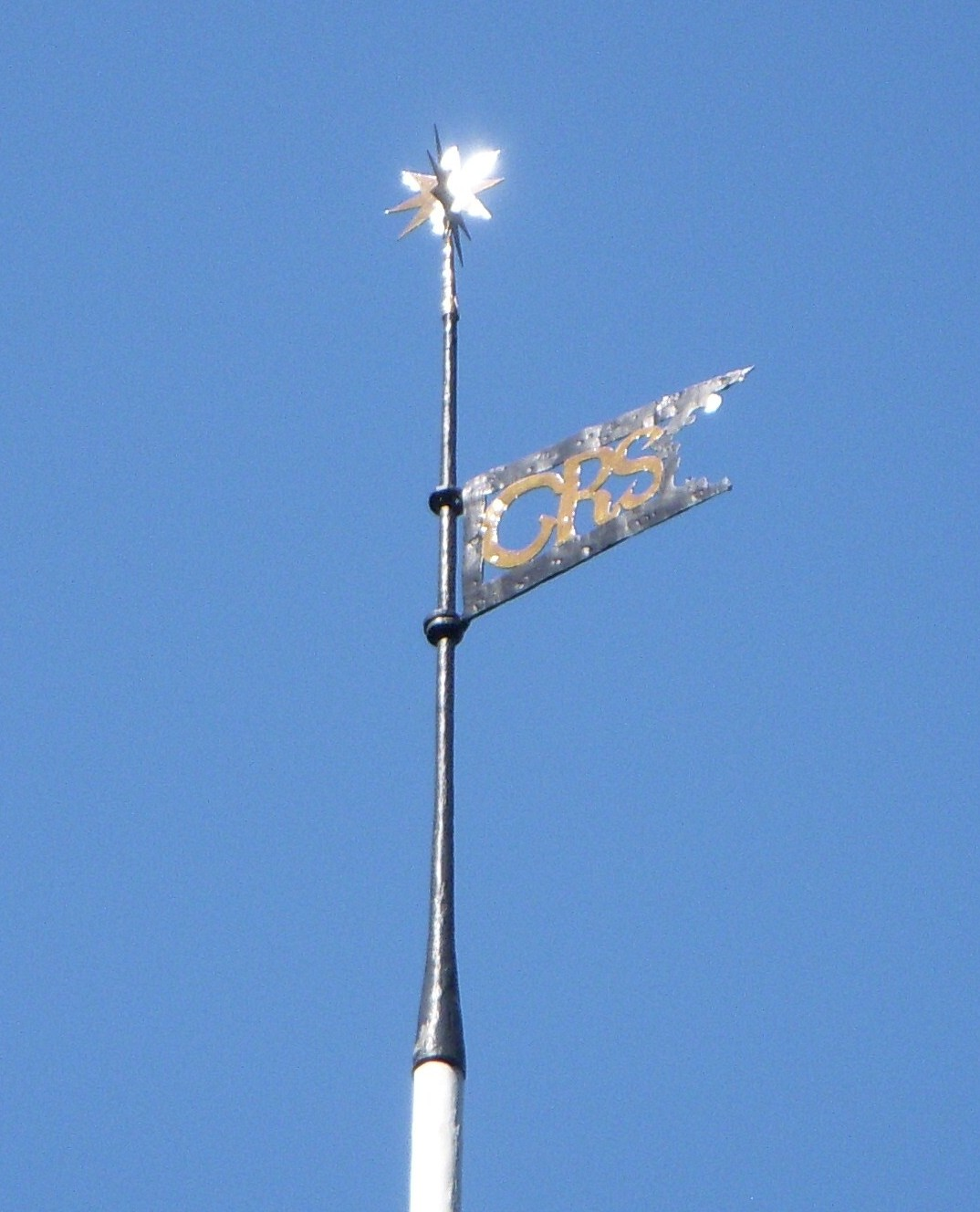
På Nedre Manillas lusthus, Södra Djurgården, Stockholm
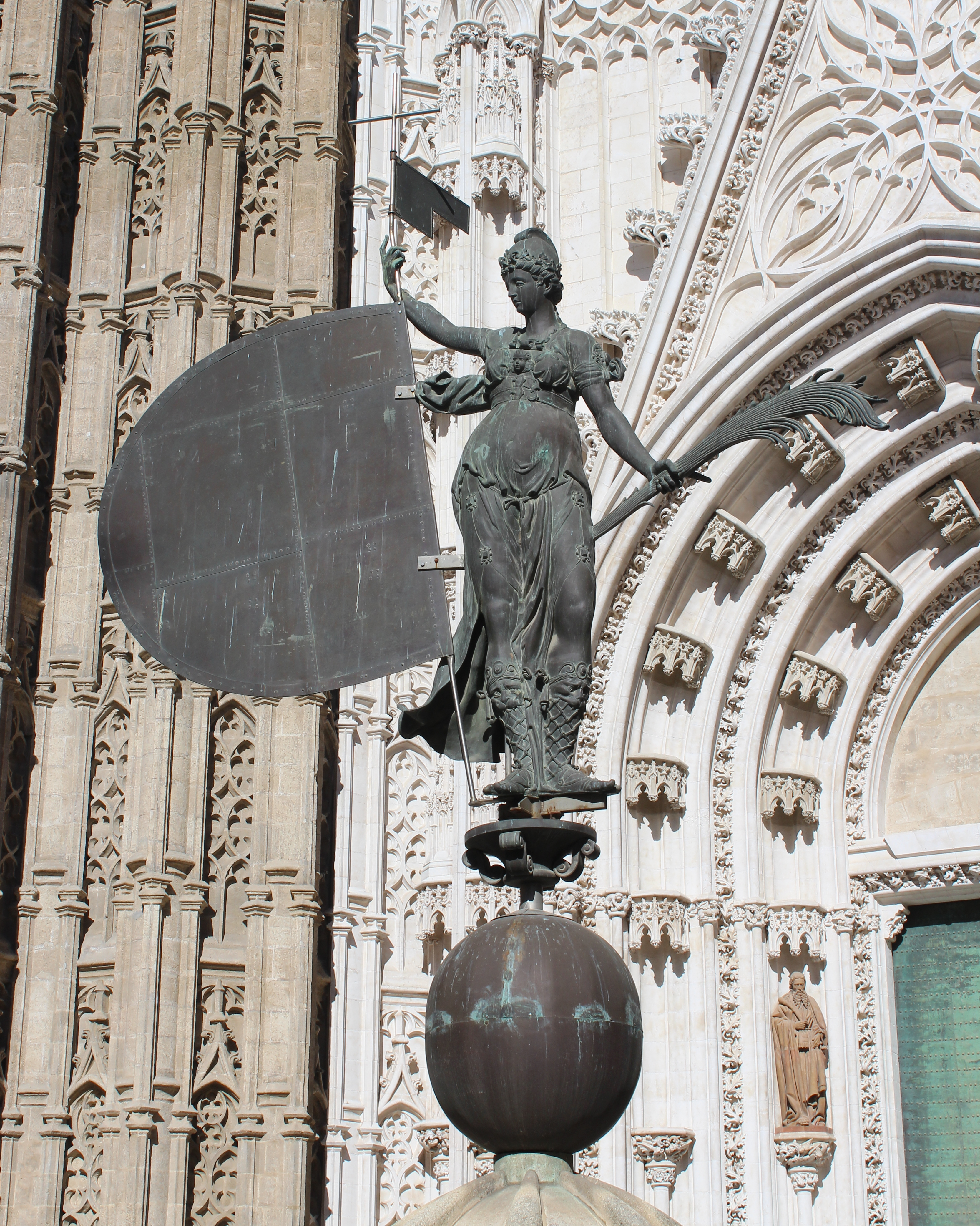
Replica av katedralen i Sevilla-katedralen som användes 1999 2005 medan originalet återställdes